# Zack Whiting
Zack Whiting (* 16. April 1984 in Chico, Kalifornien) ist ein ehemaliger US-amerikanischer Basketballspieler.
Er ist 1,93 Meter groß und 93 Kilogramm schwer und spielte auf der Position des Point Guard.
Whiting verbrachte vor der Saison 2007/08 seine Zeit an der University of Chaminade. Dort spielte er mit seinem Team in der NCAA Division Two und konnte hervorragende Statistiken in seinem letzten Jahr vorweisen: 20,7 Punkte pro Spiel, 10,7 Assists pro Spiel und 7,1 Rebounds pro Spiel bei einer Spielzeit von durchschnittlich 35:03 Minuten. Nachdem John Goldsberry seinen Abschied bei den Bayer Giants Leverkusen bekanntgegeben hatte, griffen die Giants zu und verpflichteten Whiting für die Saison 2007/08.
In der Saison 2007/08 erzielte Whiting je Spiel durchschnittlich 7,2 Punkte und 4,5 Assists und konnte 3,3 Rebounds abgreifen. Im Spiel gegen die LTi Gießen 46ers am 15. Januar 2008 konnte er 17 Punkte erzielen, was seine persönliche Saisonbestleistung darstellte. Im Rückspiel am 23. April 2008 konnte er gegen die 46ers sogar ein sehr seltenes triple-double erreichen. In 32 Spielminuten erzielte der Aufbauspieler 13 Punkte, 10 Rebounds und 10 Assists. In der Saison 2008/09 spielte er für die Artland Dragons aus Quakenbrück, wechselte während der Saison zu den Giants Düsseldorf, für die er auch die nächste Saison spielte, bevor er seine Karriere als Spieler beendete.